# توپ طلای ۱۹۹۴
توپ طلای ۱۹۹۴ (فرانسوی: 1994 Ballon d'Or‎) ۳۹مین رویداد سالیانهٔ توپ طلا بود که از سوی مجلهٔ فرانس فوتبال به بهترین بازیکن فوتبال در سال ۱۹۹۴ اعطا گردید که در این سال، هریستو استویچکوف برندهٔ توپ طلا شد.

## رتبه‌بندی
| ردیف | نام                | باشگاه                | ملیت                              | امتیاز |
| ---- | ------------------ | --------------------- | --------------------------------- | ------ |
| ۱    | هریستو استویچکوف   | بلغارستان             | باشگاه فوتبال بارسلونا            | ۲۱۰    |
| ۲    | روبرتو باجو        | ایتالیا               | باشگاه فوتبال یوونتوس             | ۱۳۶    |
| ۳    | پائولو مالدینی     | ایتالیا               | باشگاه فوتبال آ.ث. میلان          | ۱۰۹    |
| ۴    | گئورگی هاجی        | رومانی                | باشگاه فوتبال بارسلونا            | ۶۸     |
| ۴    | توماس برولین       | سوئد                  | باشگاه فوتبال پارما               | ۶۸     |
| ۶    | یورگن کلینزمن      | آلمان                 | باشگاه فوتبال تاتنهام هاتسپر      | ۴۳     |
| ۷    | توماس راولی        | سوئد                  | باشگاه فوتبال گوتبورگ             | ۲۱     |
| ۸    | یاری لیتمانن       | فنلاند                | باشگاه فوتبال آژاکس آمستردام      | ۱۲     |
| ۹    | مارسل دسایی        | فرانسه                | باشگاه فوتبال آ.ث. میلان          | ۸      |
| ۹    | دژان ساویسویچ      | جمهوری فدرال یوگسلاوی | باشگاه فوتبال آ.ث. میلان          | ۸      |
| ۱۱   | فرانکو بارزی       | ایتالیا               | باشگاه فوتبال آ.ث. میلان          | ۷      |
| ۱۱   | میشل پرودوم        | بلژیک                 | باشگاه فوتبال بنفیکا              | ۷      |
| ۱۳   | میکل لادروپ        | دانمارک               | باشگاه فوتبال رئال مادرید         | ۴      |
| ۱۳   | یوردان لچکوف       | بلغارستان             | باشگاه فوتبال هامبورگ             | ۴      |
| ۱۳   | اریک کانتونا       | فرانسه                | باشگاه فوتبال منچستر یونایتد      | ۴      |
| ۱۶   | کراسیمیر بالاکوف   | بلغارستان             | باشگاه فوتبال اسپورتینگ پرتغال    | ۳      |
| ۱۶   | خوزه لوییس کامینرو | اسپانیا               | باشگاه فوتبال اتلتیکو مادرید      | ۳      |
| ۱۶   | ژان-پیر پاپن       | فرانسه                | باشگاه فوتبال بایرن مونیخ         | ۳      |
| ۱۶   | جوزپه سینیوری      | ایتالیا               | باشگاه فوتبال لاتزیو              | ۳      |
| ۱۶   | لوتار ماتئوس       | آلمان                 | باشگاه فوتبال بایرن مونیخ         | ۳      |
| ۲۱   | فیلیپه آلبرت       | بلژیک                 | باشگاه فوتبال نیوکاسل یونایتد     | ۲      |
| ۲۱   | Otto Konrad        | اتریش                 | باشگاه فوتبال آستریا زالتسبورگ    | ۲      |
| ۲۱   | Ciriaco Sforza     | سوئیس                 | باشگاه فوتبال کایزرسلاوترن        | ۲      |
| ۲۴   | کنت آندرشون        | سوئد                  | باشگاه فوتبال کان                 | ۱      |
| ۲۴   | زوونیمیر بوبان     | کرواسی                | باشگاه فوتبال آ.ث. میلان          | ۱      |
| ۲۴   | مارتین دالین       | سوئد                  | باشگاه فوتبال بروسیا مونشن‌گلادباخ | ۱      |
| ۲۴   | پپ گواردیولا       | اسپانیا               | باشگاه فوتبال بارسلونا            | ۱      |
| ۲۴   | اندریاس مولر       | آلمان                 | باشگاه فوتبال بروسیا دورتموند     | ۱      |